# You've Got to Laugh
You've Got to Laugh è il settimo album in studio del cantautore britannico Nik Kershaw, pubblicato il 26 ottobre 2006 dall'etichetta discografica Shorthouse Records.

## Tracce
Testi e musiche di Nik Kershaw.
1. Can't Get Arrested – 4:41
2. Oh You Beautiful Thing – 3:15
3. Lost – 4:40
4. All About You – 4:35
5. Promises, Promises – 3:52
6. I Hope You're Happy Now – 3:20
7. Old House – 4:02
8. Yeah, Yeah – 3:50
9. Born Yesterday – 4:50
10. Loud, Confident & Wrong – 3:39
11. She Could Be the One – 5:17
12. You Don't Have to Be the Sun – 5:39